# Southampton (Verenigd Koninkrijk)

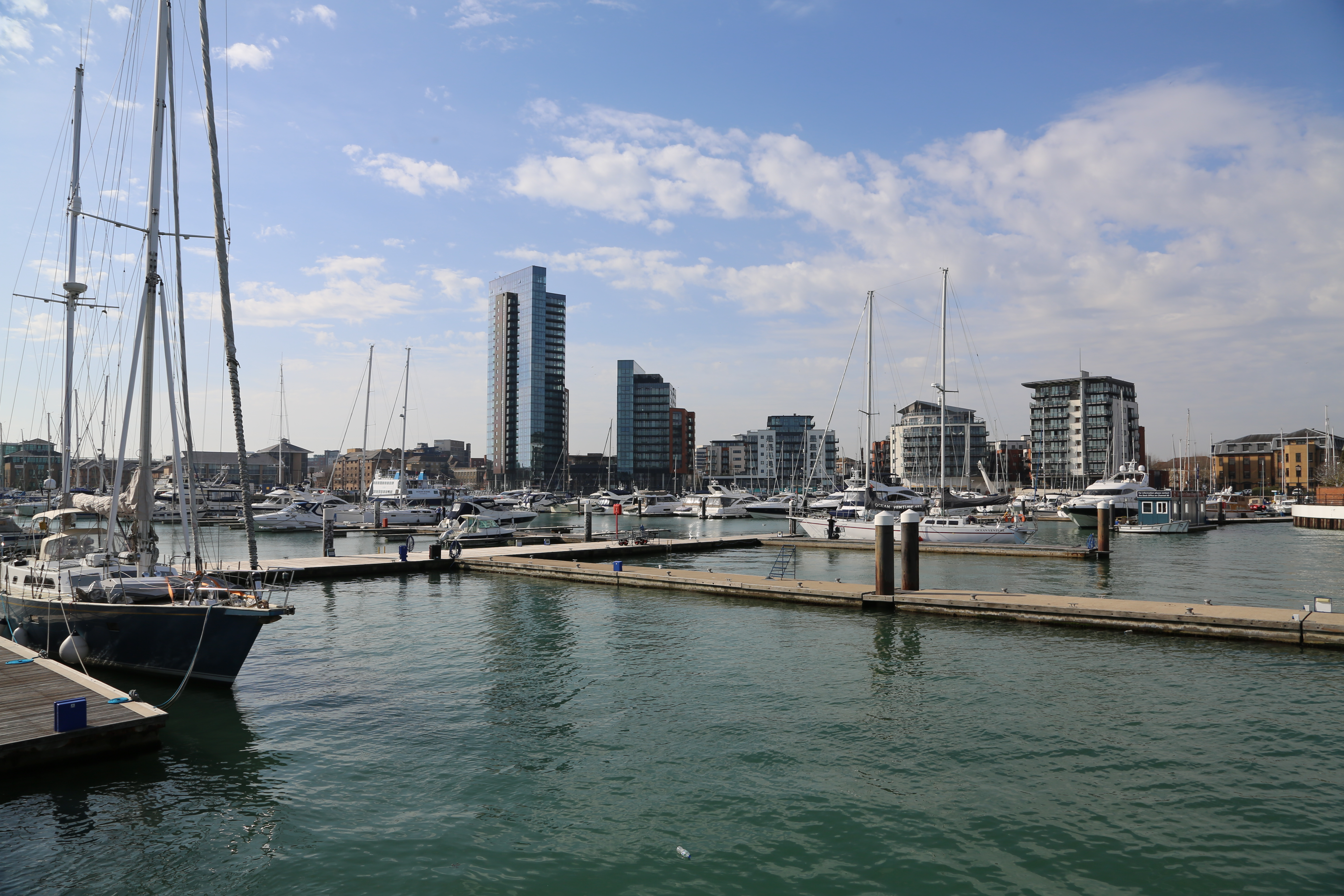
Ocean Village Marina

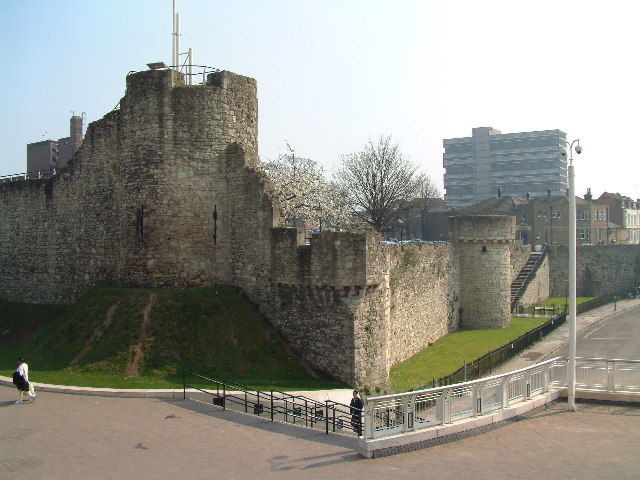
Stadsmuren van Southampton

Southampton is een unitary authority met de officiële titel van city, en het is een district in de Engelse regio South East England, ceremonieel graafschap Hampshire. Southampton telde 252.359 inwoners in 2017. De oppervlakte bedraagt 50 km².
In 2018 was de stad de op twee na grootste havenstad van het land. Londen stond op de eerste plaats qua tonnage (53,2 miljoen ton), gevolgd door haven van Grimsby & Immingham (57,3 miljoen) en Southampton (33,9 miljoen).

## Geschiedenis
Hoewel de plek al sinds de steentijd bewoond was en er ooit de Romeinse nederzetting Clausentum was gevestigd, begon de grote bloei van Southampton pas met de komst van de Normandiërs in 1066 toen de stad dienstdeed als haven van het nabijgelegen Winchester, destijds de hoofdstad van Engeland. Southampton vormde vanaf dat moment de belangrijkste schakel tussen het Engelse en het continentale deel van het Normandische koninkrijk.
Op 10 april 1912 vertrok het bekende schip de Titanic vanaf de haven naar Cherbourg in Frankrijk om vervolgens de reis voort te zetten naar New York, waar het schip echter nooit aankwam.

## Sport
Southampton is de thuisstad van voetbalclub Southampton FC.

## Geboren
- Nicholas Udall (1504-1556), toneelschrijver
- John Everett Millais (1829-1896), kunstschilder en tekenaar (Prerafaëlieten)
- Emily Davies (1830-1921), feministe en suffragette
- John Jellicoe (1859-1935), admiraal en Gouverneur-Generaal van Nieuw-Zeeland
- Ted Drake (1912-1995), voetballer en trainer
- Benny Hill (1924-1992), komiek
- Ken Russell (1927-2011), filmregisseur
- Allen Jones (1937), beeldend kunstenaar
- Martin Chivers (1945), voetballer
- Jona Lewie (1947), zanger, songwriter en musicus
- Simon Schaffer (1955), wetenschapshistoricus
- Roger McKenzie (1971-1995), houseproducer
- Darren Anderton (1972), voetballer
- Robert Hayles (1973), wielrenner
- Iain Percy (1976), zeiler
- Will Champion (1978), drummer van Coldplay
- Rishi Sunak (1980), premier van het Verenigd Koninkrijk
- Wayne Bridge (1980), voetballer
- Craig David (1981), R&B zanger
- Joe Keenan (1982), voetballer
- Alex Danson (1985), hockeyspeelster
- Joe Brooks (1987), zanger
- Lukas Jutkiewicz (1989), voetballer
- Sam Vokes (1989), voetballer
- Lousia Rose Allen (1989), zangeres
- Josh O'Connor (1990), acteur
- Jonathan Dibben (1994), wielrenner
- Sam McQueen (1995), voetballer
- Levi Colwill (2003), voetballer